# Madvillain
Madvillain était un groupe de hip-hop américain, composé des producteurs et rappeurs MF DOOM et Madlib. Leur premier album, Madvillainy, publié en 2004, a été un succès critique et commercial.

## Biographie
Madvillain est formé au début des années 2000 par un MF DOOM masqué, et Madlib. Le premier album du duo, Madvillainy, est publié le 23 mars 2004, et rencontre un certain succès et de bonnes critiques, caractérisé par une nouvelle approche musicale, des chansons courtes, des paroles sombres, et l'utilisation de chœurs. L'album atteint la 117e du Billboard 200.
En 2006, Madvillain participe au projet de son label, Stones Throw Records, et d'Adult Swim sur son DVD et CD Chrome Children avec une nouvelle chanson et des performances en live. Le site du label Stones Throw Records annonce en 2009 que MF Doom et Madlib travaillent sur un projet de second album de Madvillain. Le second opus du groupe Madvillainy 2: The Madlib Remix est publié le 15 septembre 2008.
Le 26 mai 2010, Madvillain publie la chanson Papermill, disponible sur le site d'Adult Swim. Le 3 janvier 2011, Madvillain publie le titre Avalanche & Victory Lap sur la mixtape de Stones Throw. Le 6 septembre 2012, DOOM participe à l'émission de Benji B sur la BBC Radio 1 durant laquelle il annonce un nouvel album des Madvillain pour la même année.
Depuis 2012, aucun morceau original n'a fait surface du duo, et la mort de MF DOOM en 2020 a laissé l'avenir du projet incertain.

## Discographie

### Albums studio
- 2004 : Madvillainy
- 2008 : Madvillainy 2: The Madlib Remix

### EPs
- 2005 : Koushik Remixes
- 2005 : Four Tet Remixes¤

### Singles
- 2003 : Money Folder / America's Most Blunted
- 2003 : Curls / All Caps